# Bent Hansen (football)
Pour les articles homonymes, voir Bent Hansen et Hansen.
Bent Hansen est un footballeur danois né le 13 septembre 1933 et mort le 8 mars 2001.

## Biographie
Joueur du B1903 Copenhague, il faisait partie de l'équipe danoise olympique qui a remporté la médaille d'argent aux Jeux olympiques de Rome en 1960. 
Il totalise 58 sélections (un seul but marqué) en équipe du Danemark entre 1958 et 1965.